# ناثان وود
ناثان وود (4 أكتوبر 1974 في المملكة المتحدة - ) (بالإنجليزية: Nathan Wood)‏ هو لاعب كريكت بريطاني. لعب مع نادي مقاطعة لانكشر للكريكت ‏ وCheshire County Cricket Club ‏.

## وصلات خارجية
- ناثان وود على موقع إي آس بي آن كريك إنفو (الإنجليزية)